# Antoni Hlebowicz
Antoni Bolesław Hlebowicz (ur. 14 lipca 1801 w Grodnie, zm. 29 maja 1847) – polski publicysta, urzędnik w służbie carskiej, radca stanu, wizytator szkół, tłumacz, członek Rady Wychowania Publicznego i Zwierzchności Akademii Duchownej Rzymsko-Katolickiej w Warszawie .

## Życiorys
Urodził się w Grodnie na terenie obecnej Białorusi, która po rozbiorach Polski stała się częścią carskiej Rosji. Ukończył gimnazjum prowadzone przez dominikanów w Grodnie, następnie studiował w Wilnie na Uniwersytecie Wileńskim. Pisał tam rozprawy oraz tłumaczenia do "Dziennika". Był publicystą, współpracownikiem wielu gazet i pism np. Dziennika Wileńskiego. Był także założycielem i wydawcą "Pamiętnika Religijno-Moralnego",  sekretarzem komitetu naukowego wydającego pismo "Dzieje Dobroczynności", gdzie zamieszczał swoje prace .
W 1823 r. przybył do Petersburga, gdzie wstąpił do służby rządowej carskiej oraz został sekretarzem Rumiańcewa. W 1829 został członkiem Sztabu księcia Konstantego. W 1832 r. przeszedł do służby carskiej w Królestwie Polskim, do działu oświecenia .
Mieszkał w Warszawie przy ul. Nowy Świat i Brackiej Nr 1588 i 9. Pogrzeb odbył się w dniu 1 czerwca 1847 r. w kościele Św. Aleksandra, a zwłoki zostały złożone na Cmentarzu Powązkowskim .

## Dzieła
Napisał oraz przetłumaczył szereg dzieł :
- Kodeks dyplomatyczny rękopis Dogiela znajdujący się w bibliotece uniwersytetu w Wilnie,
- Krótki rys życia Witołda w. x. litewskiego, (1821),
- Krótkie opisanie statoźytncści rossyjskich, czyli obraz życia, zwyczajów, rządu, edukacyi, praw, religii i stanu wojennego dawnych Rossyjan, przekład z rosyjskiego, (1822),
- Rzut oka na starożytną literature skandynawską, przekład z rosyjskiego, (1823),
- Gramatyka rossyjska dla użytku cudzoziemców Ch. Ph. Reiffa, przekład z francuskiego, (1823),
- Rys statystyki państwa rosyjskiego, (1826),
- Początkowe prawidla rossyiskiéj gramatyki M. Grecza, tłumaczenie z ros., (1834),
- Rozmowy polsko-rossyjskie, (1836).